# Anisaspis tuberculata
Anisaspis tuberculata är en spindelart som beskrevs av Simon 1891. Anisaspis tuberculata ingår i släktet Anisaspis och familjen Paratropididae. Inga underarter finns listade i Catalogue of Life.